# Campeonato Brasileiro de Xadrez Escolar
O Campeonato Brasileiro de Xadrez Escolar é um campeonato de xadrez escolar que reúne estudantes do Ensino Fundamental e Médio do país inteiro. Os competidores são separados por série e por sexo, e competem entre si nas categorias do 1º ao 9 º Ano do Ensino Fundamental e 1º a 3º ano do Ensino Médio, Feminino e Masculino. São seis rodadas, e cada jogador tem 65 minutos para jogar. O campeonato é reconhecido pela Confederação Brasileira de Xadrez (CBX) e pela Federação Internacional de Xadrez (FIDE).

## 2011
Em 2011, o campeonato foi realizado em 23, 24 e 25 de setembro em São Sebastião do Paraíso-MG. Participaram cerca de 400 alunos de mais de 10 estados.  O evento foi organizado pela Federação Mineira de Xadrez (FMX) e Confederação Brasileira de Xadrez (CBX).  Os três primeiros lugares de cada categoria receberam um troféu, e o quarto até o décimo lugares receberam medalhas. O Grande Mestre Giovanni Vescovi, heptacampeão brasileiro, esteve presente durante o campeonato, e sua filha, Katherine, ficou em primeiro lugar na categoria do 7º ano.

## 2012
Em 2012, o campeonato foi realizado em 21, 22 e 23 de setembro em Juiz de Fora-MG. Participaram cerca de 350 alunos. A premiação foi um troféu para o 1º, 2º e 3º colocados em cada categoria e medalha do 4º até o 10º colocado. Houve um troféu para as 5 escolas que obtiveram a melhor pontuação, um troféu para os 5 sistemas de ensino com a melhor pontuação e um troféu para a escola com a maior delegação.  O colégio UME Bernal, de Santos-SP recebeu os troféus de primeiro lugar por escola e de maior delegação.  As pontuações dos atletas pode ser encontrada aqui.

## 2017

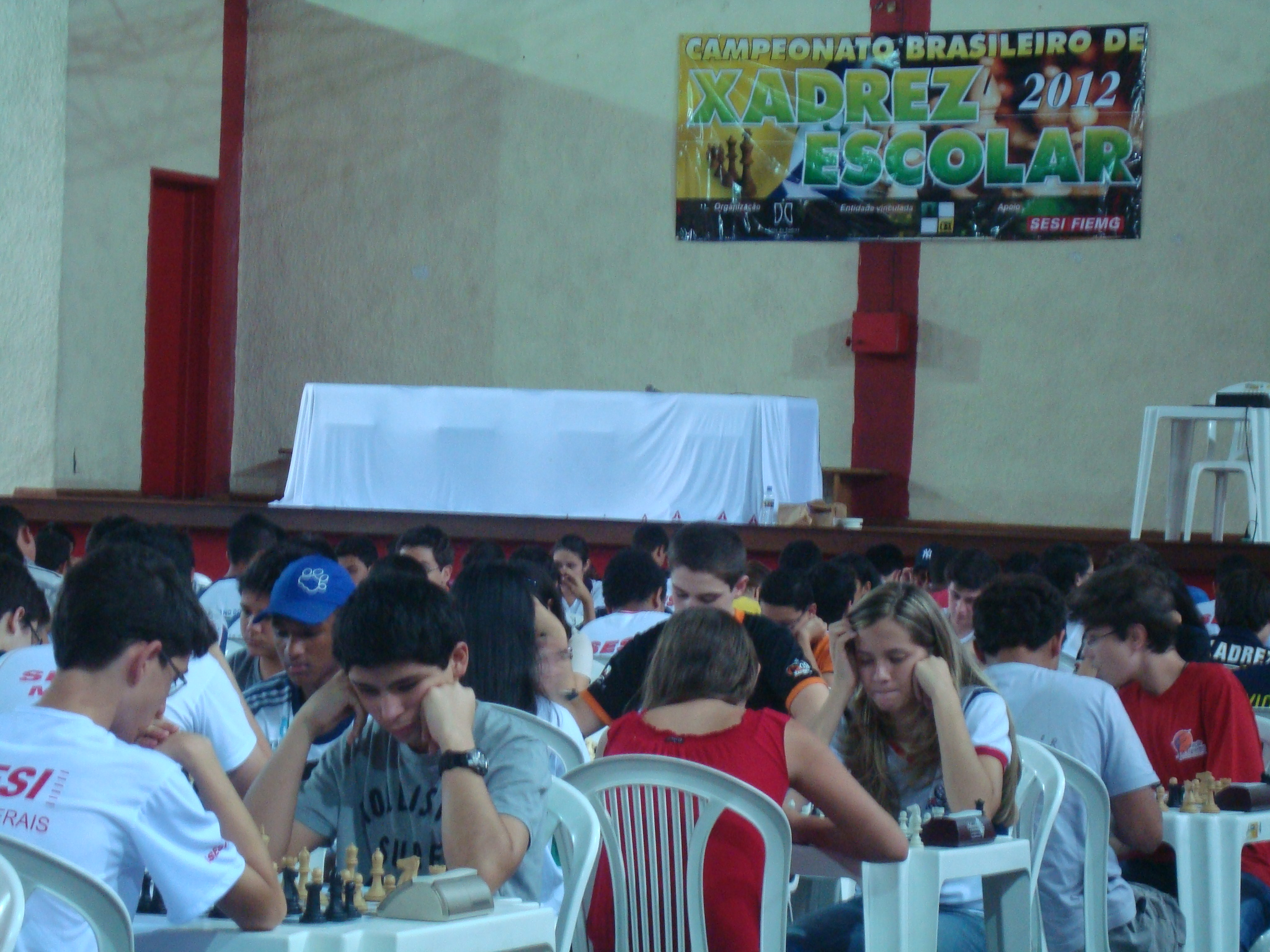
Edição do campeonato em 2012, que ocorreu em Juiz de Fora-MG.

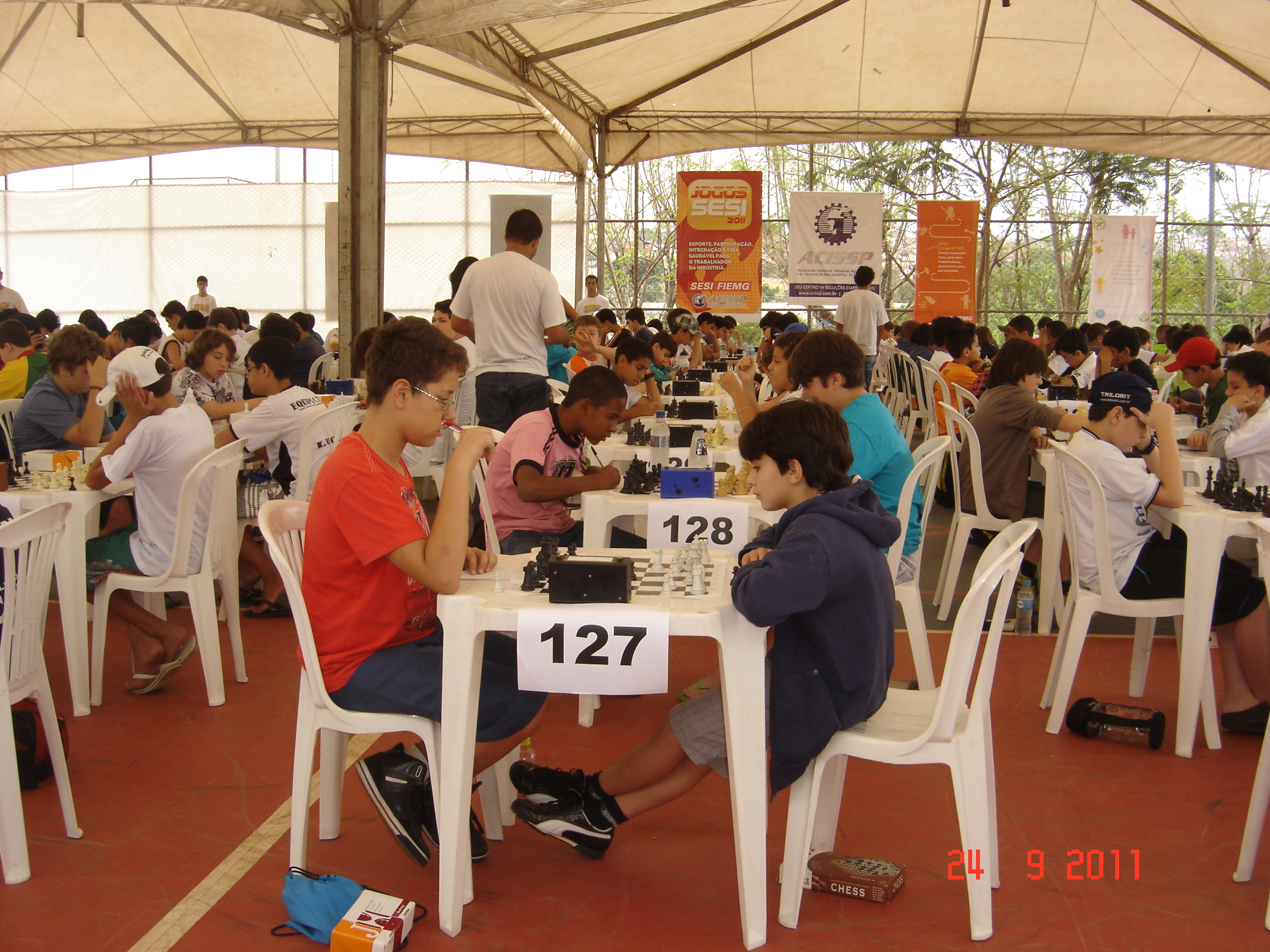
Alunos disputam o campeonato em São Sebastião do Paraíso, em 2011.

Em 2017, o campeonato foi realizado em 07, 08 e 09 de setembro, na cidade de Blumenau-SC, contando com a participação de quase 600 alunos, vindos de dez estados diferentes. Houve premiação com troféus para o primeiro colocado e medalhas do segundo ao décimo.  Ao contrário das edições anteriores, o torneio aconteceu nessa cidade como homenagem aos 100 anos de formação do Clube de Xadrez de Blumenau. No local do evento, também foi possível encontrar áreas de venda de materiais enxadrísticos, como tabuleiros, peças e livros, além de um café colonial. O evento foi realizado e promovido pela Federação Catarinense de Xadrez (FCX) e pela Confederação Brasileira de Xadrez (CBX). [8][9][10]